# Dark Moor
Dark Moor – zespół muzyczny z Hiszpanii grający symfoniczny power metal. Założony w 1993, przed zmianą składu wydał trzy pełne albumy. Troje członków, włączając wokalistkę Elisę C. Martin odeszło z zespołu i stworzyło własny zespół Dreamaker. Pozostałych dwóch członków pozostało pod tą samą nazwą, rekrutując nowych muzyków na zastępstwo przed wydaniem nowej płyty w 2003.

## Muzycy

### Obecny skład zespołu
- Enrik García – gitara (od 1993)
- Alfred Romero – śpiew (od 2003)
- Daniel Fernández – gitara basowa (2004–2008, od 2015)
- Roberto Cappa – perkusja (od 2007)

### Byli członkowie zespołu
- Javier Rubio – gitara (1993–1997)
- Anan Kaddouri – gitara basowa (1996–2004)
- Jorge Sáez – perkusja (1996–2003)
- Iván Urbistondo – śpiew (1997–1999)
- Albert Maroto – gitara (1999–2003)
- Roberto Peña de Camús – instrumenty klawiszowe (1999–2002)
- Elisa C. Martín – śpiew (1999–2003)
- Andy C. – perkusja, instrumenty klawiszowe (2003–2007)
- José A. Garrido – gitara (2003–2004)
- Mario García González – gitara basowa (2009–2015)
- Ricardo Moreno – gitara basowa (2015)

## Dyskografia
- Shadowland (1999)
- The Hall of the Olden Dreams (2000)
- The Gates of Oblivion (2002)
- Dark Moor (2003)
- Beyond the Sea (2005)
- Tarot (2007)
- Autumnal (2009)
- Ancestral Romance (2010)
- Ars Musica (2013)
- Project X (2015)